# Lago Bomi
Lago Bomi  es un lago en el África Occidental parte de la República de Liberia.  Se encuentra en la cordillera de Bong (Bong Range), un conjunto de montañas en el condado de Bong (Bong County) cerca de la ciudad del mismo nombre (Bong Town). 
El lago se formó después del abandono de las operaciones mineras, como resultado de la guerra civil de Liberia .